# 藤井康栄
藤井 康栄（ふじい やすえ、女性、1934年〈昭和9年〉 - ）は、日本の編集者・昭和史研究家。北九州市立松本清張記念館名誉館長。旧姓大木。父は詩人の大木惇夫。編集者・文芸エッセイストの宮田毬栄は次妹、俳人の大木あまりは末妹。夫は歴史家の藤井忠俊。
小説家の松本清張の作家生活約40年の内の約30年間を担当編集者として務め、『昭和史発掘』『二・二六事件 = 研究資料』などの資料収集に奔走し、『松本清張全集』にも携わった。松本清張記念館設立後は館長および名誉館長として、清張に関する講演、企画展などでも大きな働きを見せている。

## 経歴
東京府出身。東京都立三田高等学校を経て、早稲田大学文学部史学科で大正デモクラシーなどの近代史を専攻する。近代史を専攻した理由には、小学校時代に終戦を迎えたことから、当時の事情を再び考えたいとの思いがあったという。
1958年（昭和33年）に早稲田を卒業後、翌1959年（昭和34年）に文藝春秋新社に入社し、大江健三郎、開高健、遠藤周作、吉行淳之介といった純文学系の作家を中心に担当する。その一方では昭和史、特に二・二六事件の研究に打ち込む。
1963年（昭和38年）に『週刊文春』編集部に異動、同誌にシリーズ『別冊黒い画集』を連載していた松本清張の担当編集者となる。日本史研究の経験を見込まれたわけではなく、前任の女性担当者が婦人科に入院し、引き継ぎをしようにも男性では病棟へ行きにくいから、というのが理由だったという。
1964年（昭和39年）から7年間、同誌連載『昭和史発掘』の先行取材に取り組む。1971年（昭和46年）に刊行開始された『松本清張全集（3期66巻）』編集作業のため、出版局へ異動、のち文藝春秋編集委員。1992年（平成4年）の清張の死去にあたっては、「現代史の未解決テーマを追いかけておいて」との遺言を託された。

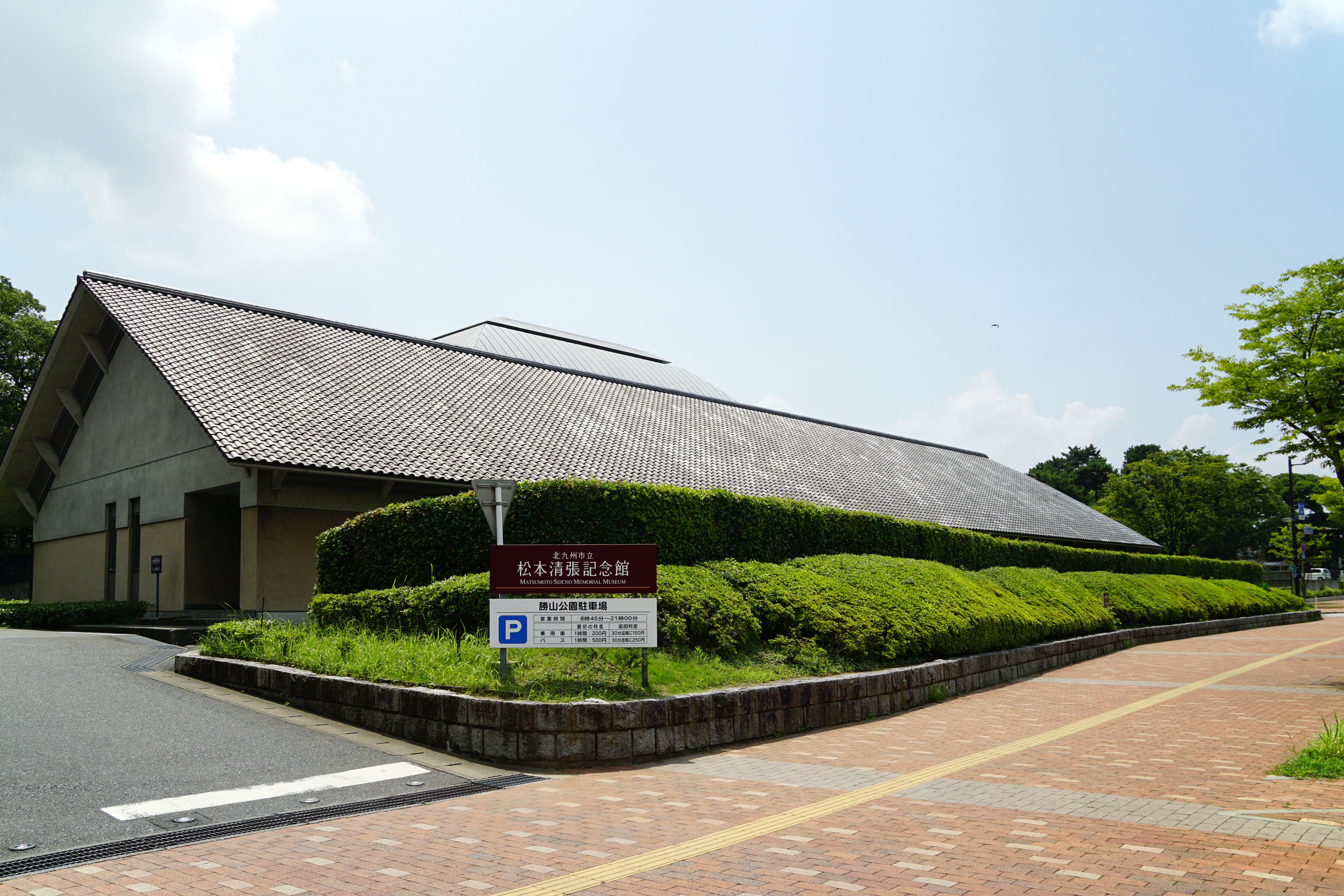
北九州市立松本清張記念館

清張の没後、福岡県北九州市に松本清張記念館誘致の動きが起こり、文藝春秋公認のもと北九州市の誘致委員会に参加。1995年（平成7年）に文藝春秋を退社、1998年（平成10年）に北九州市立松本清張記念館館長に就任（平成10年）。2016年（平成28年）3月31日付けで同館館長を退任し、同年4月1日からは同館の名誉館長を務めている。
2002年（平成14年）には清張没後10年を記念しての企画の一環で、著書『松本清張の残像』が刊行された。当初は作家論や作品論を書く気が無かったものの、文藝春秋のかつての同僚から勧められた上、記念館の館長として清張についての質問を受けることも多いことから、自身から見た作家像を書こうと考えたのだという。

## 人物
私生活においては、夫の藤井忠俊は大学の歴史学研究会の先輩であり、清張の担当となる直前に結婚した。新婚生活から『昭和史発掘』の連載終了まで、約7年間は自宅で食事をした記憶がないが、夫からはテーマへの理解もあり、文句を言われたことがないという。「子どもがいなかったこともあるけど、長く仕事を続けられたのは夫の貢献が最大かもしれない」と自身は語っている。

## 評価
清張担当の編集者としての評価においては、清張の昭和史研究の代表作である『昭和史発掘』における活躍がよく挙げられる。同作連載時には、清張は他の連載も抱えていたため、藤井に「あなたの能力でさばいてくれ」と、具体的なテーマすら提示せず、藤井は取材や資料収集に単身、奔走した。この活躍ぶりは、「単なる『担当編集者』の語感を遥かに超えている」「こんな編集者に恵まれた清張の幸せを痛感せずにいられない」との声もある。この連載を基に刊行された『昭和史発掘資料編」全3巻では、共著者の1人に名前を連ねている。
早稲田大で日本近現代史を専攻し、得意分野だったことから、『昭和史発掘』執筆時は清張氏からの注文を待たずに素早く関連資料を用意することで、清張を大いに喜ばせた。また連載時に清張との間で口論になったこともあり、藤井は一度は担当の降板を覚悟した。しかし翌朝に清張の妻からの電話を受けて清張宅へ向かったところ、全18枚の内の半分以上である11枚もの原稿用紙が書き直されていたという逸話もある。
『昭和史発掘』のような長期のノンフィクション連載においては、攻撃的な読者が現れることが多いといって、連載開始時には清張から「ありがとう。さしたるトラブルもなく、事件もなくて良かったね」と礼の言葉をかけられた。しかし実際には清張も知らないところで抗議の電話に応対し、説明に追われていた。また右翼の大物のもとに呼び出されたこともあり、震えながらも懸命に説明したところ、相手は理解を示し「今度はぜひ遊びに寄れ」と言われたという。
清張と藤井の共編による『二・二六事件 = 研究資料』第3巻の内、第1巻のみは初版に藤井の名が無いが、冒頭の凡例には「資料の蒐集は藤井康栄が担当した」とある。さらに同書の後書きには以下のようにある。
清張がこの種の謝辞を述べることはほぼ無いことから、清張が藤井の調査力、取材に全面的な信頼を寄せていたことがわかる、との評価もある。この『二・二六事件 = 研究資料』の裏方としての藤井の役割を評価する声は、清張本人以外からも挙がっている。同書の執筆当時は藤井は資料収集・取材を一手に受け持ち、その分析・解釈を巡り、清張との討論が深夜まで及ぶことも頻繁にあったという。
作家・評論家の大宅壮一は、作家と編集者との関係を毒舌気味に「編集者は水商売のホステスのようなもの」と言ったことがあるが、この言葉に対して編集者の岡崎満義は藤井を、著名な作家である清張の担当を30年にわたって勤め上げた稀有な女性編集者と評している。
北九州市立松本清張記念館の設立時は、清張の邸宅の書斎がそのまま復元されている。藤井の尽力により、資料が山積みになった机の周囲や、足元の絨毯のたばこの焦げ痕、書棚の本の並び順まで生前同様の状態である。松本清張研究会の田中伸和は、その復元に対する藤井の創意と努力も大変なものであったと評価している。ジャーナリストの永井芳和は、長年にわたって清張のそばにいた藤井の「半端な文学館にはしたくない」との思いが伝わると語っている。

## 著書
- 『松本清張の残像』（文春新書、2002年） ISBN 978-4166602902